# Anna Dello Russo
Anna Dello Russo (Bari, 16 aprile 1962) è una giornalista italiana, ex direttrice creativa di Vogue Japan dal 2006.
Considerata un'icona nel suo campo, è stata descritta dal fotografo tedesco Helmut Newton come «maniaca della moda».

## Biografia
Si laurea in Arte e Letteratura a Bari, frequentando in seguito la Domus Academy di Milano dove nel 1986 consegue un master universitario in Design della moda. Entra nel mondo della moda lavorando per la rivista Donna, dove conosce Annalisa Milella di Vogue Italia, che la introduce poi nella sua redazione. Successivamente lavora diciotto anni presso la Condé Nast Italia come redattrice moda per Vogue Italia e poi, dal 2000 al 2006, come direttrice di L'Uomo Vogue. Nel 2006 si trasferisce quindi in Giappone per lavorare con Vogue Japan nel ruolo di direttrice creativa.
Nel novembre 2010 realizza un profumo chiamato Beyond, la cui bottiglia ha la forma di una scarpa da donna.
Nel 2011 inizia a collaborare al programma radiofonico Pinocchio, in onda su Radio Deejay, con una rubrica fissa.
Nell'ottobre 2012 presenta una collezione di accessori femminili in collaborazione con la catena di negozi di abbigliamento H&M. Tra i pezzi da lei disegnati compaiono bigiotteria, clutch, occhiali da sole, scarpe, una veletta e un trolley. Per l'anteprima promozionale è stato diffuso un video musicale diretto da Alex Turvey in cui Anna canta Fashion Shower, canzone originale prodotta da Emiliano Pepe, già nota in versione più corta e con diverso remix come sigla dei suoi interventi al sopraccitato programma radiofonico Pinocchio.
Nel 2017 Anna Dello Russo entra anche a far parte della compagnia Rosewood Hotels & Resorts in qualità di curatrice e consulente di stile.
Nel 2023 entra a far parte della giuria in una puntata della terza edizione di Drag Race Italia.
Nel febbraio 2024 è tra le opinioniste fisse della trasmissione Dopofestival.